# Кокрейн, Уильям, 7-й граф Дандональд
Уильям Кокрейн, 7-й граф Дандональд (англ. William Cochrane, 7th Earl of Dundonald; октябрь 1729 — 9 июля 1758) — шотландский пэр и военный.

## Биография
Родился в октябре 1729 года в Пейсли, Ренфрушир, Шотландия. Старший сын Томаса Кокрейна, 6-го графа Дандональда (1702—1737), и Кэтрин Гамильтон (1692/1701 — 13 апреля 1779), второй дочери лорда Бэзила Гамильтона из Балдуна.
28 мая 1737 года после смерти своего отца 7-летний Уильям Кокрейн унаследовал титулы 7-го графа Дандональда (Пэрство Шотландии), 7-го лорда Кокрейна из Дандональда (Пэрство Шотландии) и 7-го лорда Кокрейна из Пейсли и Охилтри (Пэрство Шотландии).
В начале восстания якобитов в 1745 году 16-летний лорд Дандональд присоединиться к Карлу Эдуарду Стюарту в его восстании. После того, как солдаты городского гарнизона чуть не убили его, когда он потребовал прохода через западные ворота Эдинбурга, он, по-видимому, передумал и не предпринял дальнейших действий для поддержки восстания.
В 1750 году Уильям Кокрейн отправился в Голландскую республику, где служил капитаном в шотландской бригаде с 1750 по 1753 год. Вернувшись в Пейсли, он несколько лет занимался местными делами. В январе 1756 года он был назначен лейтенантом в Англии в недавно сформированном 52-м/50-м пехотном полку. В феврале 1757 года он был произведен в капитан-лейтенанты 1-го батальона 1-го Королевского пехотного полка в Ирландии.
В тот же день он был также повышен до капитана в 17-м пехотном полку в Ирландии, который затем отправился на осаду Луисбурга в Новой Шотландии, Канада. Во время осады он был капитаном роты гренадеров и погиб в бою в ночь с 8 на 9 июля 1758 года во время неожиданной вылазки французского гарнизона. Он был похоронен там, где и умер, и сегодня между разрушенными стенами Луисбурга и Черной скалой стоит камень в его память.
После его смерти родовые титулы и владения унаследовал его троюродный брат Томас Кокрейн, 8-й граф Дандональд (1691—1778).